# Thomas Ryckewaert
Thomas Ryckewaert (Kortrijk, 1979) is een Belgische acteur en regisseur.
Ryckewaert studeerde biologie en filosofie aan de KU Leuven en ging vervolgens naar het Herman Teirlinck Instituut, waar hij in 2006 afstudeerde. Sindsdien werkt hij als regisseur in het theater en als freelance acteur voor theater, tv en film.
Hij stond al op de planken met producties van onder meer de theatergezelschappen De Tijd, Toneelgroep Amsterdam, Toneelgroep Ceremonia en NTGent.
Op televisie vertolkte hij in 2004 een hoofdrol in de VTM-prestigereeks De Kavijaks, die evenwel pas in 2006 op Nederland 2 en in 2007 door VTM werd uitgezonden. In 2009 had hij een gastrol in De Rodenburgs en Witse en een hoofdrol in Anvers (Gouden Kalf voor beste tv-film) en Het goddelijke monster. De laatste serie werd vanaf september 2011 uitgezonden. In 2012 vertolkte hij de rol van Francis D'Haese in de internationale reeks The Spiral en in 2013 was hij te zien in de VRT-serie Eigen kweek. In 2015 speelde hij de hoofdrol Hugo Maes in de telefilm Groenland van regisseur Tomas Kaan en in 2016 de rol van Ronnie Van Daele in de televisieserie Als de dijken breken van Hans Herbots.
In 2010 vertolkte hij de rol van Vincent in de film Bo ook van Hans Herbots, in 2012 de rol van Ian in de film Weekend aan zee van Ilse Somers en in 2014 de rol van Dominique in de film Kenau van Maarten Treurniet.
Daarna volgde een aantal hoofdrollen in de korte films Wien for life, Copyrette en Tussen man en vrouw. Voor zijn vertolking van de hoofdrol Ben in de speelfilm Waldstille werd hij genomineerd in de categorie Beste acteur tijdens de Gouden Kalf-competitie 2017.
In 2021 speelt hij ook een rol op het einde van de mini-serie The Serpent te zien op Netflix. In 2023 was hij te zien in Arcadia.